# Доспалова, Екатерина Николаевна
Екатерина Николаевна Доспа́лова (1932—2001) — советская и российская художница народных промыслов, специалистка в области хохломской росписи. Член СХ РСФСР и СХ СССР (1970; СХР с 1991). Лауреатка Государственной премии РСФСР имени И. Е. Репина (1969). Заслуженный художник РСФСР (1973). Народный художник Российской Федерации (1996).

## Биография
Родилась 22 октября 1932 года на станции Разъезд-67 Горьковской железной дороги, ныне остановка Капиданцы Свечинского района Кировской области, в семье железнодорожников. В раннем возрасте семья Е. Н. Доспаловой переехала в город Семёнов, Горьковской области.
С 1947 по 1950 годы Е. Н. Доспалова обучалась в  Семёновской профессиональной технической школе, которую окончила получив специальность — мастера хохломской росписи. С 1965 по 1970 годы без отрыва от производства проходила обучение в Семёновском техникуме механической обработки древесины.
С 1956 года работала художницей, с 1964 по 2001 годы Е. Н. Доспалова работала — главной художницей производственно-художественного объединения «Хохломская роспись». Е. Н. Доспалова было разработано более двухсот наименований новых изделий, принятых и направленных в производство.
Е. Н. Доспалова экспонировала свои работы на крупнейшие отечественные и зарубежные выставки декоративно-прикладного искусства — в США, Корее, Югославии, Аргентине, Мексике и Канаде. В 1967 году Е. Н. Доспалова была участницей Всесоюзной выставки достижений народного хозяйства и за свои работы была награждена — Золотой медали ВДНХ.  В 1967 году Е. Н. Доспалова была участницей «Всемирной выставки Экспо-67» в Монреале, где имела немалый успех.
Произведения созданные Е. Н. Доспаловой имеются в Музее народного искусства НИИХП, Нижегородском государственном художественном музее и Семёновском историко-художественном музее.
В 1969 году «за создание высокохудожественных произведений прикладного искусства в традициях хохломской росписи» Е. Н. Доспалова была удостоена — Государственной премии РСФСР имени И. Е. Репина.
С 1970 года Е. Н. Доспалова была избрана членом СХ СССР. С 1987 года Е. Н. Доспалова была избрана членом Правления СХ РСФСР и с 1988 по 1992 годы являлась членом Правления — СХ СССР.
Умерла 4 февраля 2001 года в городе Семёнове, похоронена на Дьяковском кладбище.

## Награды
- орден Ленина (17 октября 1991 года) — за большой личный вклад в сохранение и развитие народных художественных промыслов и достижение высоких производственных показателей[9]
- орден Дружбы народов (1981 год)
- орден «Знак Почёта»
- Золотая медаль ВДНХ (1967 год)

### Звания
- Народный художник Российской Федерации (11 декабря 1996 года) — за большие заслуги в области искусства[10]
- Заслуженный художник РСФСР (25 апреля 1973 года)
- Почётный гражданин Семёновского района Нижегородской области (22 сентября 1994 года)

### Премии
- Государственная премия РСФСР имени И. Е. Репина (1969 год) — за создание высокохудожественных произведений прикладного искусства в традициях хохломской росписи

### Память
- В городе Семёнове названа улица в честь Е. Н. Доспаловой